# Mobiel betalen
Mobiel betalen (ook wel mobiel geld, mobiele geldoverdracht en mobile wallet genoemd) is betalen met een mobiel apparaat, zoals een smartphone of smartwatch. Het is een vorm van contactloos betalen met een bestaande debit- of creditcard via een mobiel apparaat, zoals een smartphone of smartwatch.
Het woord 'mobiel' refereert aan 'mobiele telefoon' of 'mobiel apparaat', niet aan 'onderweg te gebruiken', want dat geldt natuurlijk ook voor de bankpas.
Na de Nederlandse introductie van Apple Pay door ING in 2019, heeft mobiel betalen een enorme vlucht genomen. Zo was in 2020 ruim 12% van alle fysieke betalingen al mobiel.

## Fysiek mobiel betalen
Mobiel betalen maakt gebruik van de NFC-chip van het mobile apparaat en werkt daardoor grotendeels hetzelfde als een ‘normale’ contactloze betaling. De gebruiker houdt het mobiele apparaat bij de betaalterminal en verifieert de betaling middels een pincode, vingerafdruk of middels gezichtsherkenning de betaling.  Meestal is de bestaande bank-app in staat om een virtuele betaalkaart op het apparaat aan te maken. Bekende voorbeelden van mobiel betalen zijn Apple Pay, Google Pay, Garmin Pay, Samsung Pay en verschillende door banken bedachte andere oplossing.

### Online mobiel betalen
Ook is het mogelijk om met een mobiel apparaat betalingen in webshops, websites en applicaties te voldoen. In Nederland wordt daarvoor vaak IDEAL gebruikt. Het is ook mogelijk om online te betalen middels Apple Pay en Google Pay.

## Andere landen
In ontwikkelingslanden zijn mobiele betalingsoplossingen ingezet als een middel om financiële diensten uit te breiden naar de gemeenschappen die geen toegang hebben tot reguliere banken. Deze betalingsnetwerken worden vaak gebruikt voor microbetalingen.
Mobile Payment wordt vaak aangevuld met verschillende services als Mobile Credit en Mobile Lending.